# محمد النبوي المهندس
محمد النبوي المهندس (17 يناير 1915-3 أغسطس 1968) كان أستاذاً لطب الأطفال ووزيراً للصحة في مصر. يعتبر أحد مؤسسي النظام الصحي الحديث في البلاد.

## النشأة
ولد الدكتور محمد النبوي المهندس في مدينة جرجا بمحافظة سوهاج المصرية بتاريخ 17 يناير 1915، وأكمل فيها دراسته الابتدائية والثانوية، ليلتحق بعدها بكلية الطب في جامعة القاهرة، وتخرج منها حاملاً شهادة البكالوريوس في الطب والجراحة عام 1940.

## الحياة الشخصية والمهنية
أكمل دراسة الدبلوم والدكتوراه باختصاص طب الأطفال في الجامعة المذكورة عام 1945، وتعين فيها مدرساً فأستاذاً مساعداً فأستاذاً لطب الأطفال بمستشفى أبو الريش للأطفال في القاهرة. شارك الدكتور المهندس منذ بداية خمسينات القرن العشرين بالعديد من النشاطات النقابية في مصر، ليعتلي بعدها منصب سكرتير مجلس إدارة نقابة الأطباء لثلاث دورات متتالية (1950-1961).
لعب المهندس دوراً بارزاً في إنشاء الجمعية المصرية لطب الأطفال، وقام بأبحاث هامة في مجالات سوء التغذية وأمراض الكبد عند الأطفال، وتعاون مع كبار علماء عصره في هذا المجال، وعلى رأسهم الدكتور (إيميت هولت الابن)، الأستاذ البارز في مجال طب الأطفال وأمراض سوء التغذية بجامعتي جونز هوبكنز ونيويورك المرموقتين. كما نظم أول مؤتمر إقليمي لطب الأطفال في مارس 1960، واختير من قبل منظمة الصحة العالمية للإشراف على دراسة طب الأطفال في جامعات مصر، إضافة لعضويته في شعبة العلوم الطبية بالمجلس الأعلى للعلوم.
في 18 أوكتوبر 1961، اختار الرئيس المصري جمال عبد الناصر المهندس لشغل منصب وزير الصحة في مصر، كما أصدر قراراً
بتعيينه رئيساً لمجلس إدراة المؤسسة العامة للأدوية، إضافة لعمله أستاذاً بكلية الطب جامعة القاهرة ورئيساً لجمعية الهلال الأحمر.
تمخض النشاط الأكاديمي للمهندس عن 54 بحثاً علمياً في مجالات التغذية وأمراض الكبد عند الأطفال، وشارف على تدريب المئات من الطلاب والأطباء والأكاديميين في المجال الطبي.

## وزير الصحة
في 18 أوكتوبر 1961 عين جمال عبد الناصر النبوي المهندس وزيرًا للصحة ومنحه كل الصلاحيات. وانطلق الدكتور النبوي من الريف بأكثر من 2500 وحدة صحية ومئات المستشفيات العامة والمركزية والإشراف على برنامج تنظيم الأسرة وإنشاء أولى مراكز شلل الأطفال والقلب وتأهيل السمع والبصر في البلاد.
ولخدمة ذلك أقام مدارس التمريض في المستشفيات، وطور الإسعاف إلى غرف إنقاذ، زودها باللاسلكي وأجهزة تنفس صناعي ونقل دم، وهو الذي أسس فكرة حملات التطعيم للوقاية من أوبئة وأمراض مثل الدرن، وشلل الأطفال، أسس تنظيم الأسرة والتأمين الصحي، ووضع أساس صناعة الدواء وهيئة للرقابة عليه.
قام المهندس كذلك بإرساء الحجر الأساس لمركز الأبحاث والرقابة الدوائية، وأطلق برنامج التحصين الإجباري ضد مرض الخناق وشلل الأطفال، وافتتح أولى المعاهد التدريبية العليا لإختصاصات التمريض والعلاج الطبيعي، وكان أول من يزود سيارات الإسعاف بأجهزة التنفس الاصطناعي ونقل الدم. إضافة لافتتاح المراكز الصحية في الأرياف، قام المهندس بافتتاح أكثر من 10 مستشفيات كبرى في المناطق الحضرية لمصر، واضعاً بذلك الحجر الأساس لنظام الإحالة بين مراكز تقديم خدمات الرعاية الصحية الأولية والثانوية والثلاثية.

## الوفاة
توفي الدكتور محمد النبوي المهندس إثر تعرضه لنوبة قلبية مفاجئة بتاريخ 3 أغسطس 1978، فكان لوفاته أثر الصدمة على الأوساط الحكومية والشعبية المصرية، وشعيت جنازته من قبل مئات الألوف من الجماهير الغفيرة، وفاءً لخدماته الطبية والأكاديمية الجليلة في مصر. كما أقدم الرئيس المصري (عبد الناصر) بمنحه وسام الجمهورية من الطبقة الأولى بتاريخ 19 ديسمبر 1968، إضافة إلى منحه جائزة الدولة التقديرية والميدالية الذهبية في 10 يوليو 1971.